# Led Zeppelin Box Set, Vol. 2
Boxed Set 2 je dvojité album vydané vydavatelstvím Atlantic Records dne 21. září 1993. Tento box set obsahuje zbytek produkce anglické rockové skupiny Led Zeppelin, která nebyla vydána v prvním Led Zeppelin Box setu. Toto album také obsahuje dosud nevydanou studiovou nahrávku „Baby Come on Home“.
Toto album debutovalo na 87. pozici na hitparádě Billboard's Pop Albums chart.

## Seznam skladeb

### Disk 1
1. „Good Times Bad Times“ (poprvé vydáno na albu Led Zeppelin)
2. „We're Gonna Groove"(poprvé vydáno na albu Coda)
3. „Night Flight“ (poprvé vydáno na albu Physical Graffiti)
4. „That's the Way“ (poprvé vydáno na albu Led Zeppelin III)
5. „Baby Come on Home“ (poprvé vydáno na albu Led Zeppelin)
6. „The Lemon Song“ (poprvé vydáno na albu Led Zeppelin II)
7. „You Shook Me“ (poprvé vydáno na albu Led Zeppelin)
8. „Boogie with Stu“ (poprvé vydáno na albu Physical Graffiti)
9. „Bron-Yr-Aur“ (poprvé vydáno na albu Physical Graffiti)
10. „Down by the Seaside“ (poprvé vydáno na albu Physical Graffiti)
11. „Out on the Tiles“ (poprvé vydáno na albu Led Zeppelin III)
12. „Black Mountain Side“ (poprvé vydáno na albu Led Zeppelin)
13. „Moby Dick“ (poprvé vydáno na albu Led Zeppelin II)
14. „Sick Again“ (poprvé vydáno na albu Physical Graffiti)
15. „Hot Dog“ (poprvé vydáno na albu In Through the Out Door)
16. „Carouselambra“ (poprvé vydáno na albu In Through the Out Door)

### Disk 2
1. „South Bound Saurez“ (poprvé vydáno na albu In Through the Out Door)
2. „Walter's Walk“ (poprvé vydáno na albu Coda)
3. „Darlene“ (poprvé vydáno na albu Coda)
4. „Black Country Woman“ (poprvé vydáno na albu Physical Graffiti)
5. „How Many More Times“ (poprvé vydáno na albu Led Zeppelin)
6. „The Rover“ (poprvé vydáno na albu Physical Graffiti)
7. „Four Sticks“ (poprvé vydáno na albu Led Zeppelin IV)
8. „Hats Off to (Roy) Harper“ (poprvé vydáno na albu Led Zeppelin III)
9. „I Can't Quit You Baby“ (poprvé vydáno na albu Led Zeppelin)
10. „Hots on for Nowhere“ (poprvé vydáno na albu Presence)
11. „Living Loving Maid (She's Just a Woman)“ (poprvé vydáno na albu Led Zeppelin II)
12. „Royal Orleans“ (poprvé vydáno na albu Presence)
13. „Bonzo's Montreux“ (poprvé vydáno na albu Coda)
14. „The Crunge“ (poprvé vydáno na albu Houses of the Holy)
15. „Bring It on Home“ (poprvé vydáno na albu Led Zeppelin II)
16. „Tea for One“ (poprvé vydáno na albu Presence)

## Obsazení
- Jimmy Page – akustická a elektrická kytara, producent
- Robert Plant – vokály a harmonika
- John Paul Jones – basová kytara, klávesy a mandolína
- John Bonham – bicí